# États fédérés de Micronésie aux Jeux olympiques d'été de 2016
Vous lisez un « bon article » labellisé en 2017.
La délégation des États fédérés de Micronésie aux Jeux olympiques d'été de 2016 à Rio de Janeiro au Brésil comprend cinq athlètes : un homme et une femme en athlétisme, un homme et une femme en natation, une femme en boxe. Il s'agit de la cinquième apparition de l'État micronésien à des Jeux olympiques d'été depuis ses débuts en 2000 à Sydney en Australie, quatorze ans après son indépendance. La nageuse Debra Daniel participe pour la troisième fois à des Jeux olympiques d'été. L'ensemble des athlètes ont pu participer à ces Jeux grâce à des invitations. Aucun des athlètes n'a passé le stade des séries.

## Composition de la délégation
La délégation arrive à Rio le 4 août et en repart le mardi 26 août. La délégation est composée de cinq athlètes, de cinq entraîneurs et de sept autres personnes. Les athlètes sélectionnés sont Kitson Kapiriel et Lerissa Henry en athlétisme, Jennifer Chieng en boxe, Debra Daniel et Dionisio Augustine en natation. Les entraîneurs sont Sweeter Daniel et Lestly Ashby pour la natation, Elias Rodriguez et Rendy Germinaro pour l'athlétisme, Erick Divinagracia pour la boxe. Ils sont accompagnés du vice-président du comité national olympique des États fédérés de Micronésie Ted Rutun, du secrétaire général du comité Jim Tobin, du chef de mission Sterling Skilling, de l'attaché de presse Curtis Graham, des responsables administratifs John Howard et Ron Etscheit,,.
Debra Daniel prend part pour la troisième fois consécutive aux Jeux olympiques. Le yapais Manuel Minginfel devait concourir en haltérophilie à ces Jeux mais il a arrêté l'entraînement, sa femme étant malade, et il est retourné aux îles Yap pour s'occuper d'elle et de son enfant. Cette participation eut été la cinquième. Il avait, tout comme le lutteur chuukais Jk Kaminanga, qui n'a pu se qualifier, bénéficié d'une subvention du CIO pour tenter d'être présent aux Jeux par le moyen des qualifications olympiques.

## Sponsors
Le comité national olympique des États fédérés de Micronésie a bénéficié d'une aide financière du CIO et du Comité organisateur des Jeux pour les billets d'avion et l'hébergement de l'ensemble de la délégation. La société Nike et le gouvernement des États fédérés de Micronésie ont assuré la réalisation et la fourniture des tenues nécessaires à l'équipe. Plusieurs entreprises micronésiennes ainsi que l'ambassade de la République populaire de Chine à Pohnpei ont fourni les fonds nécessaires à l'hébergement en transit et aux indemnités de voyage de la délégation.

## Cérémonies
La délégation micronésienne défile lors des cérémonies d'ouverture et de clôture qui se déroulent dans le stade Maracanã.

### Cérémonie d'ouverture
La cérémonie d'ouverture se déroule le 5 août 2016. Les délégations défilent, après un spectacle musical chorégraphié, dans l'ordre alphabétique en portugais, langue du pays hôte, à l'exception de la Grèce, traditionnellement la première à défiler, et du pays hôte le Brésil, dernier à entrer. La délégation micronésienne, avec à sa tête son porte-drapeau Jennifer Chieng, dont c'est la première participation aux Jeux olympiques, entre en 69e position,. Hommes et femmes sont vêtus d'un pantalon noir et d'une chemise bleue à fleurs blanches hormis Jennifer Chieng qui porte une jupe en fibre végétale teinte de couleurs vives et un haut rouge découvrant les épaules. Tous portent un collier de coquillages,. Des téléspectateurs américains ont été embarrassés par des commentaires désobligeants concernant la Micronésie lors du défilé,.

### Cérémonie de clôture
La cérémonie de clôture se déroule le 21 août 2016. Elle débute avec la parade des porteurs de drapeau de chaque pays participant entrant, dans le même ordre que lors de la cérémonie d'ouverture, les uns derrière les autres en une seule file. L'ensemble des athlètes les suivent sans distinction ni regroupement. Le porte-drapeau des États fédérés de Micronésie est un bénévole, la délégation n'étant plus présente.

## Athlétisme

### Présentation des athlètes

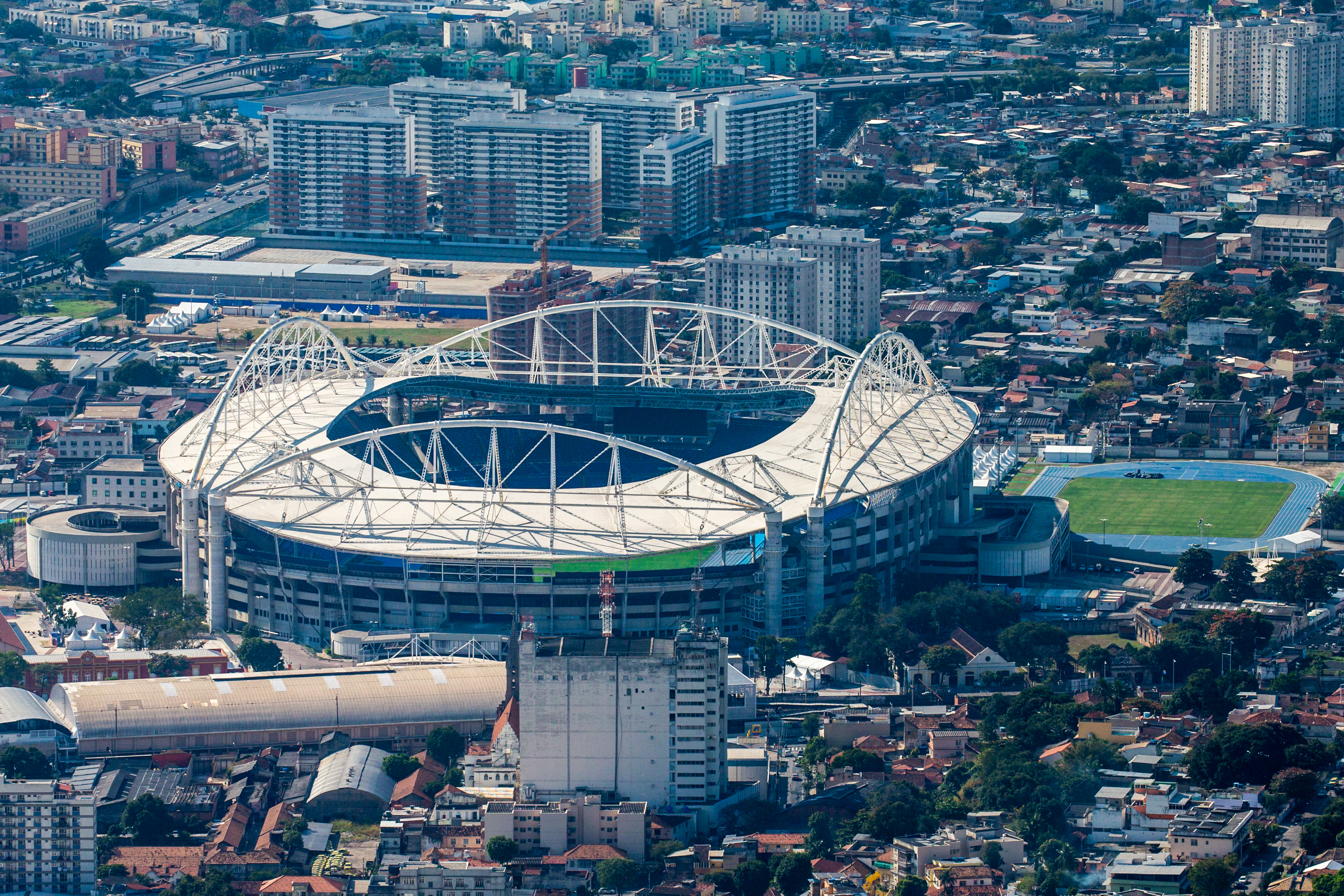
Le stade olympique João-Havelange où Henry et Kapiriel ont concouru.

Kitson Kapiriel, né le 10 décembre 1993 sur l'île de Pohnpei, et Lerissa Henry, née le 18 août 1997 également sur l'île de Pohnpei, participent pour la première fois à des Jeux olympiques d'été.
Kitson Kapiriel prend part aux Jeux de la Micronésie de juillet 2014. Il termine 1er de la finale du 100 m avec un temps de 11 s 20 mais 9e des qualifications du 200 m ce qui ne lui permet pas de participer à la finale. En mai 2015, l'athlète participe aux championnats d'Océanie où il ne réalise qu'un temps de 11 s 86 dans les qualifications du 100 m. Il termine 8e avec le relais du 4 x 100 m et 5e avec celui du 4 x 400 m. Le mois suivant, aux Jeux du Pacifique, il échoue en qualifications du 100 m en courant la distance en 12 s 10, et termine 8e et dernier avec le relais du 4 x 100 m. En juin 2016, aux championnats de Micronésie d'athlétisme, Kitson Kapiriel revient à un meilleur niveau et termine 2e du 100 m (11 s 01) et du 200 m (22 s 93) et 1er avec le relais du 4 x 100 m (44 s 51). En qualifications du 100 m, il signe un temps de 10 s 87, à 4 centièmes du record national de John Howard (10 s 83).
Lerissa Henry fait son apparition sur la scène internationale lors des championnats de Micronésie d'athlétisme en juin 2016. Elle termine 2e du 200 m (27 s 97) et respectivement première et seconde avec les relais du 4 x 100 m (54 s 95) et du 4 x 400 m (4 min 37 s 29). Dans la catégorie des moins de 18 ans, elle se classe 2e du javelot et 3e du saut en longueur.

### Résultats
Lerissa Henry concourt le 12 août sur le 100 m. Elle termine la distance en 13 s 53 et se classe 8e dans la deuxième série du tour préliminaire qui comprend huit athlètes. Elle est derrière la laotienne Laenly Phoutthavong (12 s 82). La série est gagnée en 12 s 09 par la surinamaise Sunayna Wahi. Trois des participantes à cette série se sont qualifiées pour le tour suivant. Lerissa Henry prend la 75e place de cette compétition qui a compté 80 participantes. La finale est gagnée par la jamaïcaine Elaine Thompson avec un temps de 10 s 71.
Kitson Kapiriel prend part à l'épreuve du 100 m le 13 août. Il termine la distance en 11 s 42 et se classe 5e dans la troisième série du tour préliminaire qui comprend sept athlètes. Son temps le place devant le mauritanien Jidou El Moctar (11 s 44) et derrière le sierraléonais Ismail Kamara (10 s 95). Deux des participants se qualifient pour le tour suivant. Kitson Kapiriel termine au 81e rang de cette compétition qui a compté 88 participants. Le jamaïcain Usain Bolt remporte la médaille d'or lors de la finale en courant en 9 s 81.
| Athlète         | Épreuve      | Séries   | Séries | Quarts de finale | Quarts de finale | Demi-finales  | Demi-finales  | Finale        | Finale        |
| Athlète         | Épreuve      | Résultat | Rang   | Résultat         | Rang             | Résultat      | Rang          | Résultat      | Rang          |
| --------------- | ------------ | -------- | ------ | ---------------- | ---------------- | ------------- | ------------- | ------------- | ------------- |
| Lerissa Henry   | 100 m femmes | 13 s 53  | 8e     | Non qualifiée    | Non qualifiée    | Non qualifiée | Non qualifiée | Non qualifiée | Non qualifiée |
| Kitson Kapiriel | 100 m hommes | 11 s 42  | 5e     | Non qualifié     | Non qualifié     | Non qualifié  | Non qualifié  | Non qualifié  | Non qualifié  |

## Boxe

### Présentation de l'athlète

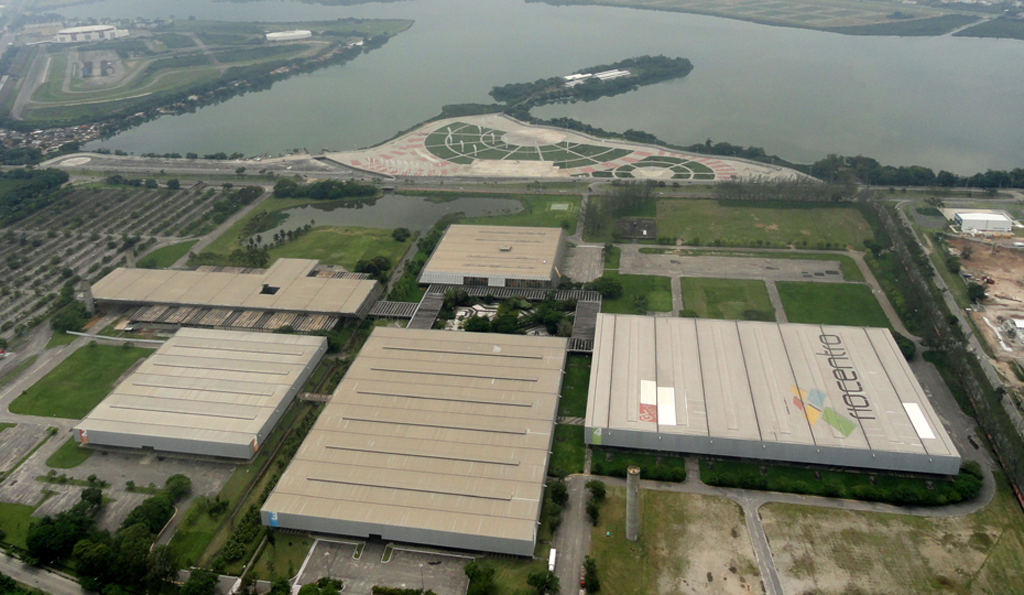
Le complexe du Riocentro de Rio où Chieng a concouru.

Jennifer Chieng est née le 29 avril 1986 dans le Maryland aux États-Unis, d'un père originaire de l'État de Yap et d'une mère philippine,. Sa famille part dans l'État de Yap lorsqu'elle a quatre ans puis quelque temps plus tard dans celui de Pohnpei avant de partir pour les États-Unis où elle est diplômée du Well's College à New York. Jennifer Chieng pratique la boxe dans la catégorie des poids légers, à ses débuts en 2009 pour se rapprocher de ses origines océaniennes où les sports de contact sont populaires,. Ce n'est qu'en 2013 qu'elle s’investit sérieusement dans la pratique de la boxe et parvient à allier le sport à haut niveau, son travail à temps plein à la Bank of New York et son fils Adam, né en 2011, en tant que mère célibataire,,,. Elle apprécie dans la boxe la discipline, la capacité de stratégie et de mise en exécution de celle-ci. Elle la perçoit comme un sport à la fois spirituel et psychique qui fait ressortir le meilleur d'elle-même.
Jennifer Chieng est championne WPLA en 2012 et 2013. Dès 2013, elle a l'espoir de boxer aux Jeux olympiques de 2016 en tant qu'américaine. La même année, toutefois, elle accepte l'offre de concourir pour la nouvelle fédération nationale de boxe des États fédérés de Micronésie, ce qui lui offre une garantie de pouvoir participer à des compétitions internationales. La boxeuse combat régulièrement dans le circuit américain des Golden Gloves. En 2014, elle en atteint la finale en moins de 57 kg. La même année, elle est médaillée d'argent du USA Boxing Elite National Championships et remporte le tournoi Metropolitan. Elle est désignée « athlète micronésienne de l'année ». En janvier 2015, Jennifer Chieng reçoit une bourse du CIO pour s'entraîner et tenter de se qualifier pour les Jeux olympiques de Rio. Jennifer Chieng s'entraîne alors quotidiennement au Gleason's Gym à Brooklyn à New York aux États-Unis d'Amérique, coachée par Devon Cormack et Heather Hardy, championne WBC en titre des poids super-coqs,. Au début de l'année 2015, Jennifer Chieng remporte le très relevé New York Daily News Golden Gloves lors d'une finale correspondant à son 22e combat en carrière,. Au commencement des Jeux du pacifique de l'été 2015, la boxeuse micronésienne est deuxième du classement des boxeuses poids légers amateures aux États-Unis. Lors de cette compétition, elle obtient la médaille d'or dans la catégorie des 57-60 kg, et devient le premier boxeur micronésien à gagner des matchs internationaux. Sa performance provoque une explosion de l'intérêt pour la pratique de ce sport dans l'État de Pohnpei. En octobre, l'ANOC la désigne « meilleure boxeuse féminine du Pacifique »,. Elle reçoit avant la cérémonie de remise des prix un chèque de 25 000 dollars de la part du Congrès micronésien pour l'aider dans sa préparation aux Jeux olympiques de Rio, Jennifer Chieng ayant décidé de prendre une année sabbatique pour mieux s'entraîner,. Elle lance également une campagne de financement participatif pour financer ses déplacements. Lors de la phase de qualifications pour les Jeux olympiques fin mars/début avril 2016, Jennifer Chieng perd son combat du premier tour dans la catégorie des moins de 51 kg contre la Philippine Nesthy Petecio,. Mais, elle profite fin juin 2016 d'une place qualificative offerte par le CIO.

### Résultat
Aux Jeux de Rio, elle combat contre Mikaela Mayer le 12 août, dans la catégorie des poids légers, lors du tour préliminaire. Elle est battue 3 à 0 à l'unanimité des trois juges. Hormis au début du combat où Cheng a trouvé le chemin à travers la garde de Mikaela Mayer, son adversaire plus grande de 15 cm et avec une meilleure allonge a dominé la rencontre,. Jennifer Chieng n'est donc pas qualifiée pour le tour suivant. Sa petite taille, la plus faible de la catégorie, et son poids bien inférieur à ses concurrentes du fait de la présence de seulement trois catégories de poids l'ont, d'après elle, désavantagée. Après la compétition, la boxeuse s'estime satisfaite de son investissement dans le combat, dit avoir été très touchée par les encouragements du public, conserver un souvenir inoubliable de sa fonction de porte-drapeau lors de la cérémonie d'ouverture et espère que son parcours va inspirer d'autres personnes et les convaincre que tout est possible. Elle reçoit les félicitations du comité national olympique des États fédérés de Micronésie.
| Jennifer Chieng | -60 kg femmes | battue par Mikaela Mayer 0-3 | Éliminée | Éliminée | Éliminée | Éliminée | Éliminée | Éliminée | Éliminée |

## Natation

### Présentation des athlètes

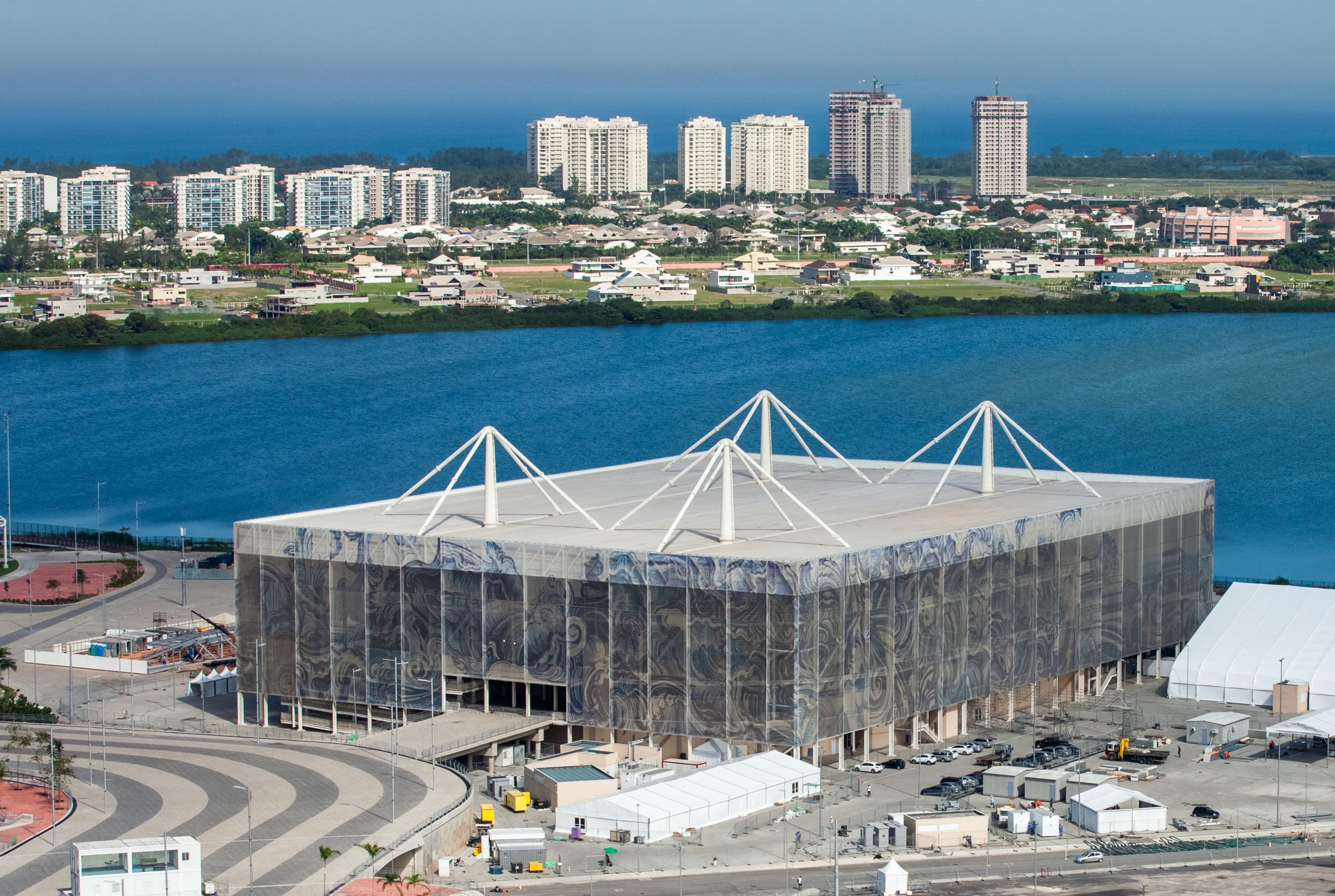
Le centre aquatique olympique de Rio où Daniel et Augustine ont concouru.

Debra Daniel commence à nager très jeune et fait ses débuts en compétition à l'âge de quatorze ans. Elle s'entraîne pendant plusieurs années dans une rivière à une heure de sa maison, deux fois par semaine, sous la direction de sa mère Sweeter Daniel. Ces Jeux sont sa troisième participation. Elle a en effet concouru sur le 50 m nage libre aux Jeux de 2008 où elle se classe à la 76e place avec un temps de 30 s 61 et sur la même distance aux Jeux de 2012 où elle achève la course en 30 s 32 et termine à la 56e place en ayant gagné sa série. Debra Daniel a participé à sept reprises aux championnats du monde en grand bassin ou en petit bassin sans jamais dépasser le stade des séries. Aux Jeux du Pacifique Sud de 2007, elle accède à cinq finales et termine à la 4e place du 200 m papillon. À l'édition de 2015, elle atteint à nouveau la finale sur trois épreuves. Les championnats d'Océanie de natation qui se tiennent en juin 2016 à Suva aux Fidji sont la compétition choisie par la fédération de natation des États fédérés de Micronésie pour qualifier ces athlètes pour les Jeux olympiques de Rio. La pohnpéienne atteint les demi-finales du 100 m dos, du 50 m dos et du 100 m papillon. Debra Daniel s'est particulièrement fait remarquer aux Jeux de la Micronésie. Elle remporte grâce à ses performances en 2006,,, 2010,,, et 2014,,, un total de huit médailles d'or, neuf médailles d'argent et six médailles de bronze, dont sept médailles d'or et six médailles d'argent pour la seule édition de 2010. Ses résultats en 2010 lui permettent d'obtenir une bourse du Fonds d'entraînement du Comité international olympique pour se préparer aux Jeux de 2012. Debra Daniel bénéficie la même année d'une bourse de la Fondation Océanie pour deux ans d'études (2011-2013) à l'Iowa Central Community College dans l'Iowa aux États-Unis où existe un programme de natation,. Elle y suit des études pour devenir infirmière. Elle obtient son diplôme en 2013.
Dionisio Augustine pratique les quatre nages sur 50 et 100 m. Il est récipiendaire en août 2010 d'une aide du Samsung Oceania Foundation Athlete Scholarship, mais sa première participation à une compétition internationale n'a lieu que trois ans plus tard. En juillet 2013, aux Universiades, l'athlète ne passe pas le tour préliminaire du 50 m papillon, du 50 m brasse et du 50 m nage libre. En juillet de l'année suivante, aux Jeux de la Micronésie, le jeune nageur termine 3e du 50 m dos, du 50 m brasse, du 100 m dos, du 200 m dos et du relais 4 x 50 m quatre nages, 4e avec le relais mixte du 4 x 200 m nage libre, 5e du 50 m nage libre et du 50 m papillon. Il est disqualifié en finale du 100 m nage libre et avec le relais du 4 x 100 m quatre nages. En décembre 2014, aux championnats du monde en petit bassin, Dionisio Augustine échoue en qualifications du 50 m nage libre, du 50 m brasse, du 100 m nage libre, du 100 m dos et du 100 m brasse. L'été suivant, aux 16e championnats du monde en grand bassin, le pohnpéien est éliminé au tour préliminaire du 50 m brasse et du 50 m nage libre. En juin 2016, Dionisio Augustine participe aux championnats d'Océanie de natation. Il termine 8e du 50 m dos, 6e de la finale B du 50 m brasse, échoue en qualifications du 50 m nage libre, du 50 m papillon et du 100 m brasse. Dionisio Augustine est actuellement titulaire de nombreux records nationaux. Son record personnel sur le 50 m nage libre en grand bassin est de 26 s 92.
Dionisio Augustine et Debra Daniel ont été sélectionnés par le Comité national olympique des États fédérés de Micronésie à l'issue des championnats d'Océanie de natation. Avant cette compétition Debra Daniel se disait confiante pour atteindre ses objectifs. Les deux nageurs ont reçu une aide du Comité national olympique des États fédérés de Micronésie pour leur préparation aux Jeux,. À Rio, Dionisio Augustine se montre impatient de nager, espère battre son record personnel et dit apprécier le village olympique, notamment la nourriture gratuite et le McDonald's.

### Résultats
Debra Daniel concourt le 12 août au 50 m nage libre féminin. Elle termine la distance en 30 s 83 et se classe 7e dans la quatrième série qui comprend huit athlètes dont une est disqualifiée. Elle termine derrière la malawite Ammara Pinto (30 s 32). La série est gagnée en 28 s 16 par la marshallaise Colleen Furgeson. Aucune des participantes à cette série n'est qualifiée pour le tour suivant. Debra Daniel prend la 72e place de cette compétition qui a compté 91 participantes. La finale est gagnée par la danoise Pernille Blume avec un temps de 24 s 07. Elle a annoncé lors des Jeux que cette édition pourrait être sa dernière. Elle prévoit d'arrêter la compétition pendant quelque temps afin de préparer un master en psychologie industrielle et organisationnelle qu'elle espère finir en 2017,.
Dionisio Augustine prend part à l'épreuve du 50 m nage libre le 11 août. Il remporte la troisième série comptant huit nageurs avec un temps de 26 s 17, améliorant son record personnel de 75 centièmes, devant le laotien Santisouk Inthavong (26 s 54). Aucun des participants à cette série ne parvient à se qualifier pour le tour suivant. Hadley termine au 65e rang de cette compétition qui a compté 85 participants. L'américain Anthony Ervin remporte la médaille d'or lors de la finale en nageant en 21 s 40. Le nageur micronésien bat son record personnel de 75 centièmes,. Il est très heureux de sa performance tout comme l'entraîneur de natation Sweeter Daniel qui estime qu'il avait le potentiel de battre le record national. Le nageur micronésien tient à faire un peu de tourisme et quelques emplettes avant de prendre l'avion de retour le 12 août.
| Athlète            | Épreuve                | Séries   | Séries | Quarts de finale | Quarts de finale | Demi-finales  | Demi-finales  | Finale        | Finale        |
| Athlète            | Épreuve                | Résultat | Rang   | Résultat         | Rang             | Résultat      | Rang          | Résultat      | Rang          |
| ------------------ | ---------------------- | -------- | ------ | ---------------- | ---------------- | ------------- | ------------- | ------------- | ------------- |
| Debra Daniel       | 50 m nage libre femmes | 30 s 83  | 72e    | Non qualifiée    | Non qualifiée    | Non qualifiée | Non qualifiée | Non qualifiée | Non qualifiée |
| Dionisio Augustine | 50 m nage libre hommes | 26 s 17  | 65e    | Non qualifié     | Non qualifié     | Non qualifié  | Non qualifié  | Non qualifié  | Non qualifié  |

## Retransmission télévisée
Le Comité national olympique des États fédérés de Micronésie, avec le soutien financier du CIO, a négocié avec la FSM Telecommunications Corporation pour assurer la retransmission en direct des Jeux sur la télévision par câble du réseau Island cable, par l'entremise de Fiji One, aux Fidji.

### Journaux en ligne
1. ↑  (en) Jerick Sablan, « FSM sends 5 athletes to Rio Olympics », sur guampdn.com, Pacific Daily News, 27 juillet 2007 (consulté le 25 août 2016).
2. 1 2 3 4  (en) Jim Tobin, « Team FSM to compete in 2016 Olympic Games in Rio de Janeiro », sur kpress.info, Kaselehlie Press, 20 juillet 2016 (consulté le 25 août 2016).
3. 1 2 3 4  (en) « Team FSM marches in Olympic Opening Ceremony », sur guampdn.com, Pacific Daily News, 7 août 2016 (consulté le 30 août 2017).
4. ↑  (en) « FSM hoping for medal shock in Rio », sur radionz.co.nz, Radio New Zealand, 11 juillet 2016 (consulté le 27 juillet 2016).
5. ↑  (en) « Rio 2016 Olympics Opening Ceremony: Commentator makes comic quip at Michael Phelps, India », sur indianexpress.com, The Indian Express, 6 août 2016 (consulté le 22 août 2017).
6. 1 2 3  (en) Grant Wieman, « FSM boxer Chieng wins ANOC award », sur guampdn.com, Pacific Daily News, 11 novembre 2015 (consulté le 3 août 2016).
7. 1 2 3 4 5 6 7 8 9 10  (en) Erick B. Divinagracia, « Boxers make FSM history in a variety », sur kpress.info, Kaselehlie Press, 15 août 2015 (consulté le 3 août 2016).
8. 1 2  (en) « Female Boxer Hopes To Make It Big At The 2016 Olympics », sur pittsburgh.cbslocal.com, CBS Broadcasting, 16 août 2013 (consulté le 20 août 2017).
9. 1 2 3 4 5 6 7  (en) Jerick Sablan, « FSM boxer Jennifer Chieng hopes to inspire others », sur guampdn.com, Pacific Daily News, 15 août 2016 (consulté le 20 août 2017).
10. 1 2 3  (en) Stephen Lorenzo, « Model, Wall Street financial manager to fight in the boxing ring at Daily News Golden Gloves », sur nydailynews.com, NYDailyNews.com, 28 mars 2015 (consulté le 20 août 2017).
11. 1 2  (en) Jim Tobin, « FSM athletes competing in Pacific Games », sur kpress.info, Kaselehlie Press, 17 juillet 2015 (consulté le 3 août 2016).
12. ↑  (en) Erick B. Divinagracia, « Pohnpei Boxing Club hosts first ever boxing exhibition in the FSM during the 2015 Liberation Games », sur kpress.info, Kaselehlie Press, 4 octobre 2015 (consulté le 3 août 2016).
13. ↑  (en) Jim Tobin, « FSM boxer awarded ANOC 2015 Pacific Games Female Athlete of the Year », sur kpress.info, Kaselehlie Press, 15 novembre 2015 (consulté le 3 août 2016).
14. 1 2 3 4 5  (en) Bill Jaynes, « Athletes proudly represent FSM in front of an audience of millions », sur kpress.info, Kaselehlie Press, 22 août 2016 (consulté le 21 août 2017).
15. ↑  (en) « FSM », Oceania updates, no 3,‎ mai 2013 (lire en ligne).
16. ↑  (en) ONOC/PACNEWS, « Samsung Oceania Foundation Athlete Scholarship announced », sur pina.com.fj, Pacific Islands News Association, 12 août 2010 (consulté le 28 juillet 2016).
17. ↑  (en) Freddy Mou, « Challenging time for FSM's Augustine at FINA World Championships », sur looptonga.com, Trend Media Inc., 5 août 2015 (consulté le 28 juillet 2016).
18. ↑  (en) Mere Naleba, « FSM swimmers set target to qualify for Rio Games », sur fijitimes.com, Fiji Times, 20 juin 2016 (consulté le 1er juillet 2016).
19. ↑  (en) Jerick Sablan, « FSM sends 5 athletes to Rio Olympics », sur guampdn.com, Pacific Daily News, 27 juillet 2016 (consulté le 28 juillet 2016).
20. ↑  (en) Jerick Sablan, « Augustine can't wait for swim in Rio », sur guampdn.com, Pacific Daily News, 11 août 2016 (consulté le 30 août 2017).
21. 1 2  (en) Jerick Sablan, « Augustine wins 50m freestyle heat in Rio », sur guampdn.com, Pacific Daily News, 12 août 2016 (consulté le 30 août 2017).

### Sites internet
- (en) « http://athletics-oceania.com », Association océanienne d'athlétisme (consulté le 22 juin 2016).

1. ↑  (en) « Micronesian Games 2014 - 21/07/2014 to 24/07/2014, Pohnpei - Federated States of Micronesia, Results », sur athletics-oceania.com, Fédération océanienne d'athlétisme, juin 2015 (consulté le 27 juillet 2016).
2. ↑  (en) « Oceania Area Championships 2015 - 8/05/2015 to 10/05/2015, Barlow Park - Cairns, Results », sur athletics-oceania.com, Fédération océanienne d'athlétisme, juin 2015 (consulté le 27 juillet 2016).
3. ↑  (en) « Pacific Games - 7/13/2015 to 7/18/2015, John Guise Stadium, Port Moresby, Results », sur athletics-oceania.com, Fédération océanienne d'athlétisme, juillet 2015 (consulté le 27 juillet 2016).
4. 1 2  (en) « Micronesian Championships - 2/06/2016 to 4/06/2016, Pohnpei - Federated States of Micronesia, Results », sur athletics-oceania.com, Fédération océanienne d'athlétisme, juin 2016 (consulté le 27 juillet 2016).

- (en) « www.iaaf.org », IAAF (consulté le 22 août 2017).

1. ↑  (en) « Kapiriel Kitson », sur iaaf.org, IAAF (consulté le 27 juillet 2016).
2. ↑  (en) « Lerissa Henry », sur iaaf.org, IAAF (consulté le 27 juillet 2016).

- (en) « www.olympic.org », Comité international olympique (consulté le 22 août 2017).

1. ↑  (en) « Rio 2016 Opening Ceremony - Flag Bearers », 5 août 2016.
2. ↑  (en) « Rio 2016 Closing Ceremony - Flag Bearers », 21 août 2016.
3. ↑  (en) « Jennifer Chieng ».
4. 1 2  « 50 m nage libre - femmes, séries » (consulté le 25 août 2016).
5. 1 2  « 50 m nage libre - hommes, séries » (consulté le 25 août 2016).

- (en) « Site internet des Jeux de la Micronésie de 2006 », Comité d'organisation des Jeux de la Micronésie de 2006 (consulté le 22 août 2017).

1. ↑  (en) « 2006 Micro games, Monday Finals ».
2. ↑  (en) « 2006 Micro games, Saturday Finals ».
3. ↑  (en) « 2006 Micro games, Wednesday Finals ».

- (en) « Site internet des Jeux de la Micronésie de 2014 », Comité d'organisation des Jeux de la Micronésie de 2014 (consulté le 22 août 2017).

1. 1 2  (en) « Micronesia Games, swimming, Results - Session 2 ».
2. ↑  (en) « Micronesia Games, swimming, Results - Session 3 » (consulté le 28 février 2016).
3. 1 2  (en) « Micronesia Games, swimming, Results - Session 4 ».
4. 1 2  (en) « Micronesia Games, swimming, Results - Session 6 ».
5. 1 2 3  (en) « Micronesia Games - 7/21/2014 to 7/23/2014, Results - Session 6 Finals ».
6. 1 2  (en) « Micronesia Games - 7/21/2014 to 7/23/2014, Results - Session 4 Finals ».
7. 1 2 3  (en) « Micronesia Games - 7/21/2014 to 7/23/2014, Results - Session 2 Finals ».

- Autres sites internet

1. ↑  (en) « 10 Standout Uniforms at the 2016 Rio Opening Ceremony », sur fashionista.com, Breaking Media, 6 août 2016 (consulté le 22 août 2017).
2. ↑  (en) « Rio Olympics opening ceremony’s Parade of Nations order by Brazil’s Portuguese - a $1 billion headache », sur news.com.au, All times AEST, 6 août 2016 (consulté le 22 août 2017).
3. ↑  (en) « Athletics: Women's 100m », sur bbc.com, BBC (consulté le 20 août 2017).
4. ↑  (en) « Athletics: Men's 100m », sur bbc.com, BBC (consulté le 20 août 2017).
5. 1 2  (en) Xavier Porter, « Jennifer Chieng – A quiet storm », sur brooklynfights.com, Brooklynfights.com, 20 juillet 2016 (consulté le 21 août 2017).
6. 1 2 3 4 5  (en) Daniel Etchells, « Olympic Tripartite Commission designates women's boxing Rio 2016 quota places to Central African Republic, Micronesia and Panama », sur insidethegames.biz, Dunsar Media Company Limited, 30 juin 2016 (consulté le 2 juillet 2016).
7. ↑  (en) « Katie Taylor and Jennifer Chieng honoured at ANOC Awards in Washington D.C. », sur aiba.org, AIBA, 20 octobre 2015 (consulté le 3 août 2016).
8. ↑  (en) Michael O'Neill, « Tripartite Commission Places allocated to Central African Republic, Federated States of Micronesia & Panama », sur womenboxing.com, WBAN, 29 juin 2016 (consulté le 21 août 2017).
9. ↑  (en) « Women's Fly (48-51 kg) », sur aiba.org, AIBA, 2 avril 2016 (consulté le 21 août 2017).
10. ↑  (en) « Women's Light (57-60kg), FSM - USA », sur rio2016.com, Comité international olympique (consulté le 20 août 2017).
11. ↑  (en) Paulo Prada, « Boxing: Women's bouts begin with wins by Colombia, U.S », sur reuters.com, Reuters, 13 août 2016 (consulté le 20 août 2017).
12. ↑  (en) Michelle Malone, « River Training for FSM's only swimmer », sur foxsportspulse.com, www.foxsportspulse.com, 28 août 2007 (consulté le 29 février 2016).
13. ↑  (en) « XXIX Olympic Games, Long Course (50m) », sur swimrankings.net, Comité international olympique (consulté le 29 février 2016).
14. 1 2  (en) « Triton swimmers Daniel, Meauri compete in Olympic Games », sur ictritons.com, Iowa Central Community College.
15. ↑  (en) « Daniel, Debra », sur swimrankings.net, FINA (consulté le 13 mars 2016).
16. ↑  (en) « Women 200 m butterfly Final results », sur foxsportspulse.com, Comité d'organisation des Jeux du Pacifique de 2007 (consulté le 29 février 2016).
17. ↑  (en) « Debra Daniel », sur pg2015.gems.pro, Comité d'organisation des Jeux du pacifique (consulté le 12 mars 2016).
18. 1 2  (en) « 11th Oceania Swimming Championships - 21/06/2016 to 24/06/2016, Meet Program - Oceania's session 4 - Finals » (consulté le 1er juillet 2016).
19. ↑  (en) « 11th Oceania Swimming Championships - 21/06/2016 to 24/06/2016, Meet Program - Oceania's session 6 - Finals » (consulté le 1er juillet 2016).
20. ↑  « Debra Daniel takes 7 Gold & 6 Silver at 7th Micronesia Games », sur foxsportspulse.com, Comité national olympique des États fédérés de Micronésie (consulté le 28 février 2016).
21. ↑  (en) « Oceania foundation », sur sportingpulse.com, Comités nationaux olympiques d'Océanie (consulté le 28 février 2016).
22. ↑  (en) « A proud day for the Oceania Australia Foundation », sur foxsportspulse.com, United Youth Media (consulté le 13 mars 2016).
23. ↑  (en) « Swimming: Men's 50m Butterfly Preliminaries Heat 2 », sur universiade2013.sportresult.com, Swiss Timing (consulté le 28 juillet 2016).
24. ↑  (en) « Swimming: Men's 50m Breaststroke Preliminaries Heat 2 », sur universiade2013.sportresult.com, Swiss Timing (consulté le 28 juillet 2016).
25. ↑  (en) « Swimming: Men's 50m Freestyle Preliminaries Heat 2 », sur universiade2013.sportresult.com, Swiss Timing (consulté le 28 juillet 2016).
26. ↑  (en) « 12th FINA WORLD SWIMMING CHAMPIONSHIPS (25m), Doha (QAT) », sur swimming.lv, Peldēšana (consulté le 29 juillet 2016).
27. ↑  (en) « 16th FINA World Championships, Kazan (RUS), July 24 - August 9, 2015, Men's 50m Breaststroke », sur kazan2015.com, FINA (consulté le 29 juillet 2016).
28. ↑  (en) « 16th FINA World Championships, Kazan (RUS), July 24 - August 9, 2015, Men's 50m Freestyle », sur kazan2015.com, FINA (consulté le 29 juillet 2016).
29. ↑  (en) « 11th Oceania Swimming Championships - 21/06/2016 to 24/06/2016, Results », sur sportingpulse.com, Comité d'organisation des championnats d'Océanie de natation (consulté le 29 juillet 2016).
30. ↑  (en) Mike Marron, « DAY 6 of the FINA WORLD CHAMPIONSHIPS », sur oceaniasport.com, Oceania Sport, 8 août 2015 (consulté le 28 juillet 2016).